# Deathrow
I Deathrow furono una band thrash metal tedesca, nata a Düsseldorf nel 1985 e scioltasi nel 1992, nella loro carriera hanno pubblicato quattro album e un singolo.

## Ultima line-up
- Milo - basso, voce
- Uwe Osterlehner - chitarra (1988 - 1992)
- Sven Flügge - chitarra
- Markus Hahn - batteria

### Altri componenti
- Thomas Priebe - chitarra (1985 - 1987)

## Discografia

### Album in studio
- 1986 - Riders of Doom
- 1987 - Raging Steel
- 1989 - Deception Ignored
- 1992 - Life Beyond

### Demo
- 1985 - Lord of the Dead
- 1986 - Eternal Death

### Singoli
- 1992 - Towers in Darkness